# Ci pensiamo domani
Ci pensiamo domani è un singolo della cantautrice italiana Angelina Mango, pubblicato il 12 maggio 2023 come terzo estratto dal secondo EP Voglia di vivere.

## Descrizione
Il brano è stato scritto dalla stessa cantante in collaborazione con Fulminacci, Alessandro La Cava e la produzione di Stefano Tognini, in arte Zef. La cantante ha spiegato il significato del brano:

## Pubblicazione e promozione
Il brano è stato presentato in anteprima il 21 aprile 2023 con una performance dal vivo tenuta durante la trasmissione Amici di Maria De Filippi, di cui la cantante è stata concorrente. La pubblicazione ufficiale del singolo è tuttavia avvenuta alcune settimane dopo, il 12 maggio 2023.
Oltre ad eseguire il singolo in più occasioni nel corso della fase serale della ventiduesima edizione di Amici di Maria De Filippi, la Mango ha avuto modo di cantarlo in numerosi eventi musicali: Radio Zeta Future Hits Live a Roma, Battiti Live a Bari e Gallipoli, TIM Summer Hits a Rimini. Mango ha inoltre eseguito il brano anche in duetto con Tiziano Ferro nel corso di un concerto di quest'ultimo.

## Accoglienza
Il brano è stato definito dalla critica specializzata come un «tormentone estivo» del 2023.
Alessandro Alicandri di TV Sorrisi e Canzoni riporta che con il brano la cantante sia «riuscita a trasferire una sensazione di leggerezza da una voce che quella leggerezza l'ha coltivata», attraverso sonorità dal «piglio fresco e spensierato» e risultando nel testo «sincera». Gabriele Fazio dell'Agenzia Giornalistica Italia definisce l'interpretazione della cantante «misurata e divertita», riscontrando la scrittura di Fulminacci presente in quanto si percepisce la «poetica per raccontare la semplicità delle nostre vite» e «la capacità di far risuonare le parole all’interno di un brano». il Fatto Quotidiano ha scritto che il brano è composto da «altalene melodiche» interpretate dalla cantante «senza vocalizzi o urlacci».

## Video musicale
Il video musicale, diretto da Davide Vicari, è stato pubblicato il 20 giugno 2023 attraverso il canale YouTube della cantautrice.

## Riconoscimenti
- Premio Lunezia
  - 2023 – Miglior qualità musical-letteraria[17]
- SIAE Music Awards
  - 2024 – Candidatura alla canzone social[18]

## Tracce
Testi di Angelina Mango, Alessandro La Cava e Filippo Uttinacci, musiche di Alessandro La Cava, Filippo Uttinacci e Stefano Tognini.
1. Ci pensiamo domani – 3:00

## Formazione
- Angelina Mango – voce
- Emyk – ingegnere del suono
- Stefano "Zef" Tognini – programmazione, produzione

## Classifiche

### Classifiche settimanali
| Classifica (2023) | Posizione massima |
| ----------------- | ----------------- |
| Italia            | 7                 |

### Classifiche di fine anno
| Classifica (2023) | Posizione |
| ----------------- | --------- |
| Italia            | 19        |
| Classifica (2024) | Posizione |
| Italia            | 61        |